# 帕特里克·魏劳赫
帕特里克·魏劳赫（德語：Patrick Weihrauch，1994年3月3日—）是一位德国足球运动员，现效力于德丙球队特雷斯登，司职前锋。